# Двадцатый век (фильм, 1976)
«Двадцатый век» (итал. Novecento, другое название — «1900») — эпический 5,5-часовой кинофильм Бернардо Бертолуччи, вышедший в 1976 году. В ролях — ключевые звёзды мирового кинематографа из США, Франции, Италии и Канады.

## Сюжет
Главные герои фильма — Альфредо (Роберт Де Ниро) и Ольмо (Жерар Депардьё) — два человека, родившихся в Италии в одно время, в одном регионе, но в совершенно разных семьях (помещичьей и крестьянской). В эпическом, более чем пятичасовом фильме показаны их жизненные пути на фоне исторических событий и изменения общественных настроений Италии в первой половине XX века. Основной мотив фильма — освобождение итальянского крестьянства из-под патриархальной и полуфеодальной власти землевладельцев.
Картина начинается 1901 годом, когда в день смерти Джузеппе Верди в поместье Берлингьери появляются на свет внебрачный сын батрачки Ольмо Далько и помещичий внук Альфредо Берлингьери. Контраст обстановки, окружающей каждое из этих событий, сопровождает развивающееся действие. Ольмо и Альфредо дружат, насколько им позволяют социальные условности, при этом решительный Ольмо притягивает к себе домашнего Альфредо.
Судьба разводит их, когда начинается забастовка батраков и их голодающих детей забирают рабочие-анархисты Генуи. Ольмо и Альфредо появляются в поместье уже после окончания Первой мировой войны, один как демобилизовавшийся солдат, а другой как вышедший в отставку тыловой офицер (был откуплен от отправки на фронт своим отцом).

## В ролях
- Роберт Де Ниро — Альфредо Берлингьери
- Жерар Депардьё — Ольмо Далько
- Доминик Санда — Ада Фиастри
- Дональд Сазерленд — Аттила Меланкини
- Лаура Бетти — Реджина
- Бёрт Ланкастер — Альфредо Берлингьери-старший
- Франческа Бертини — сестра Дезолата
- Вернер Брунс — Оттавио Берлингьери
- Стефания Казини — Неве
- Стерлинг Хэйден — Лео Далько
- Стефания Сандрелли — Анита Фоски, жена Ольмо
- Эллен Швирс — Амелия
- Алида Валли — синьора Пьоппи
- Ромоло Валли — Джованни Берлингьери

## Создание
Доходы от зарубежного проката запрещённого (на некоторое время) итальянской цензурой «Последнего танго в Париже» были так велики, что Бертолуччи смог взяться за эту дорогостоящую картину.
В 6-миллионный бюджет фильма вложились три американские кинокомпании: Юнайтид Артистс, XX век — Фокс и Парамаунт (каждая по 2 миллиона). Однако и этот бюджет был превышен на 3 миллиона.
Бертолуччи хотел, чтобы в роли Альфредо Берлингьери снялся Джек Николсон.

## Восприятие
Был неоднозначно воспринят мировой кинопрессой: на интернет-агрегаторе Rotten Tomatoes рейтинг фильма составляет 47%. После премьеры наделал не меньше шума, нежели предшествующий ему «Последнее танго в Париже», по причине провокационных сцен секса. Роджер Эберт, в частности, заявил, что у фильма было множество амбиций, однако немногие из них были реализованы.

## Награды
- 1977 — премия Бодил
  - лучший европейский фильм